# Musée national Machado de Castro

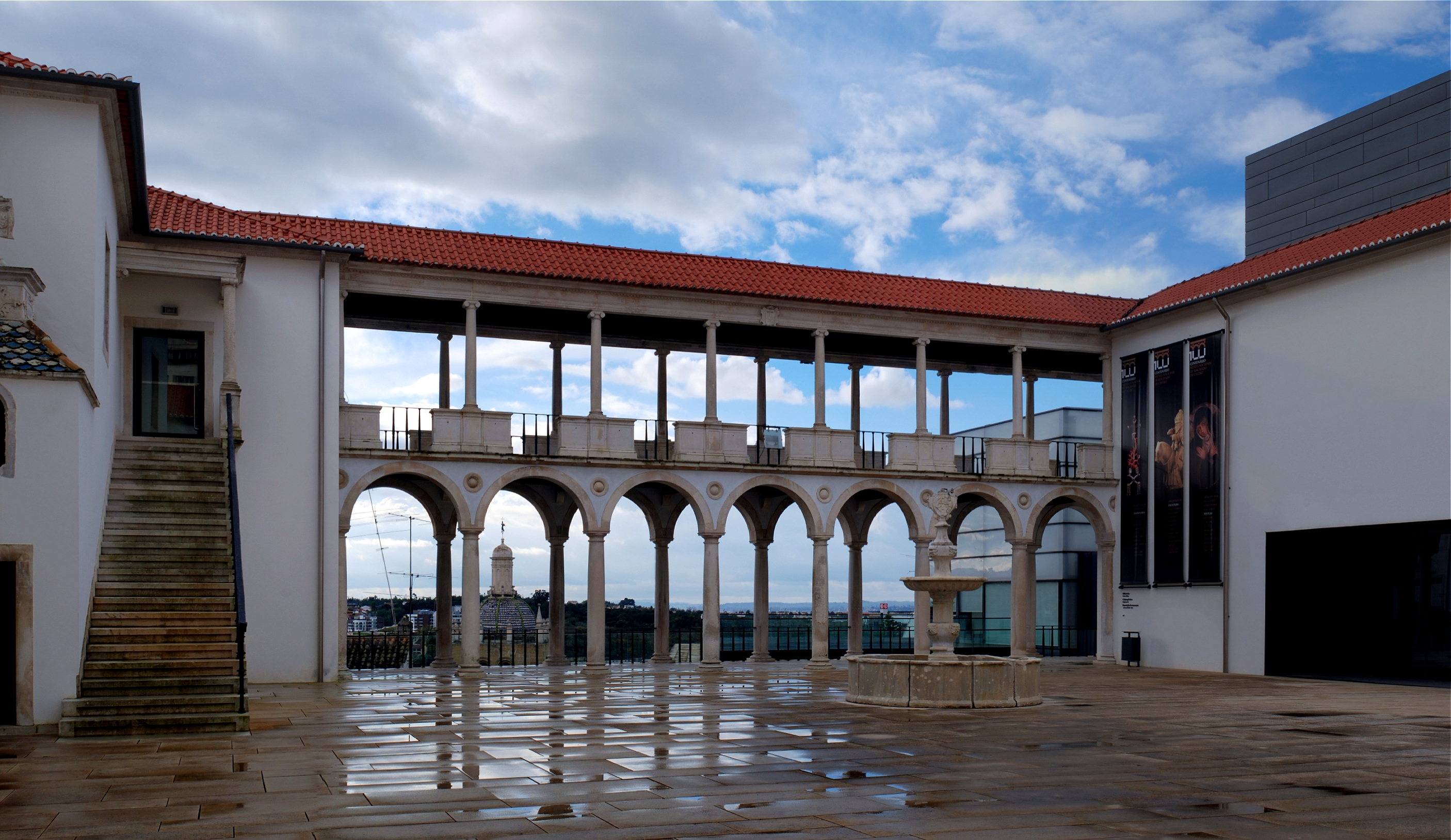
Vue de la cour.

Le musée national Machado de Castro (en portugais : museu nacional de Machado de Castro) est un musée d'art situé à Coimbra, Portugal. Il est nommé d'après le célèbre sculpteur portugais Joaquim Machado de Castro. Il a  ouvert en 1913 et sa dernière rénovation entre 2004 et 2012, qui comprend l'ajout d'un nouveau bâtiment, a reçu le Piranesi/Prix de Rome 2014.

## L'histoire du musée
Le musée Machado de Castro est l'un des plus importants musées d'art au Portugal. Il est situé dans l'ancien Palais de l'évêque. Ce palais a été construit à partir du Moyen Âge à l'endroit où se trouvait le forum romain d'Aeminium (nom Romain de Coimbra). Les vestiges de ce passé lointain, le Cryptoporticus, peuvent être visités aux étages inférieurs du musée.

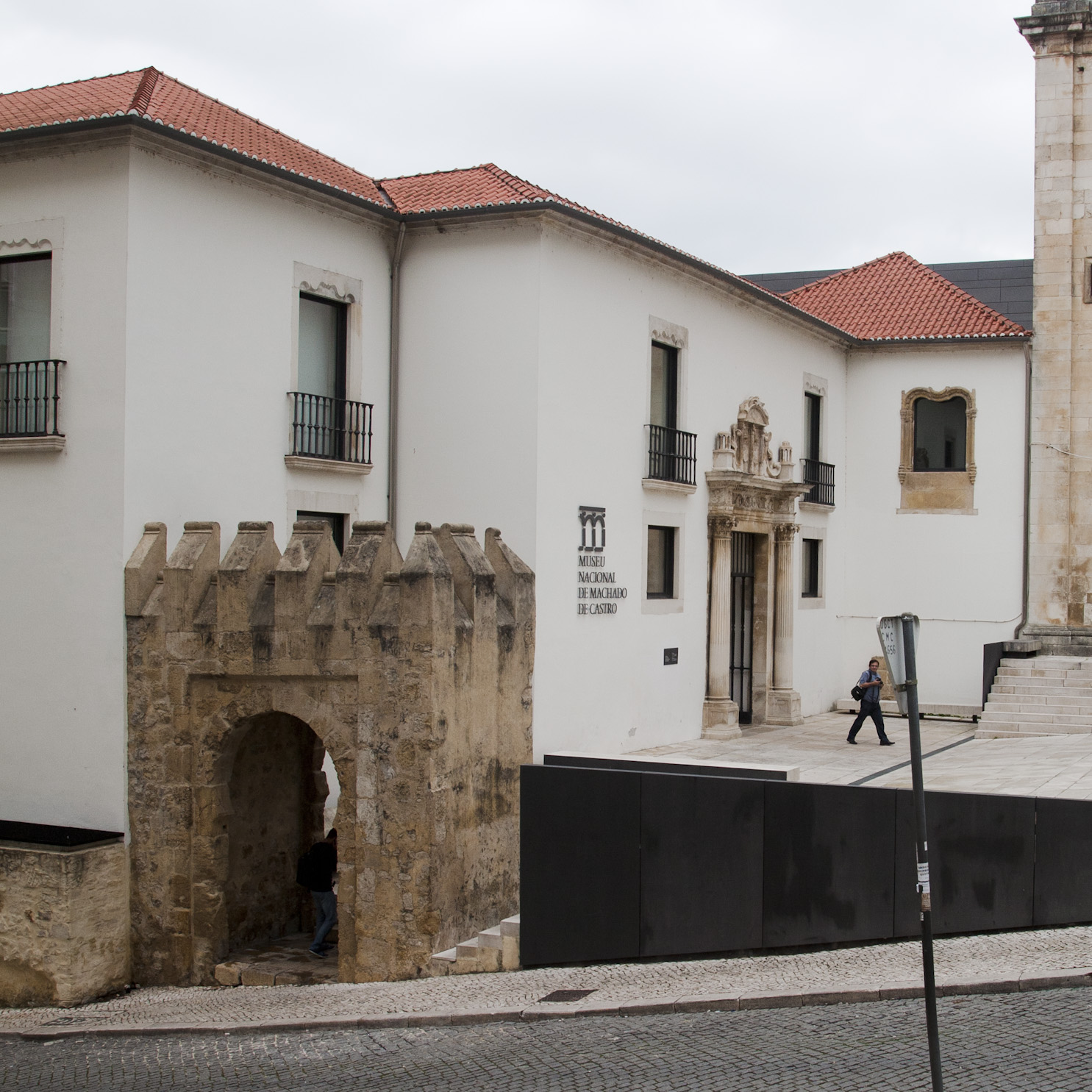
Entrée médiévale du musée.
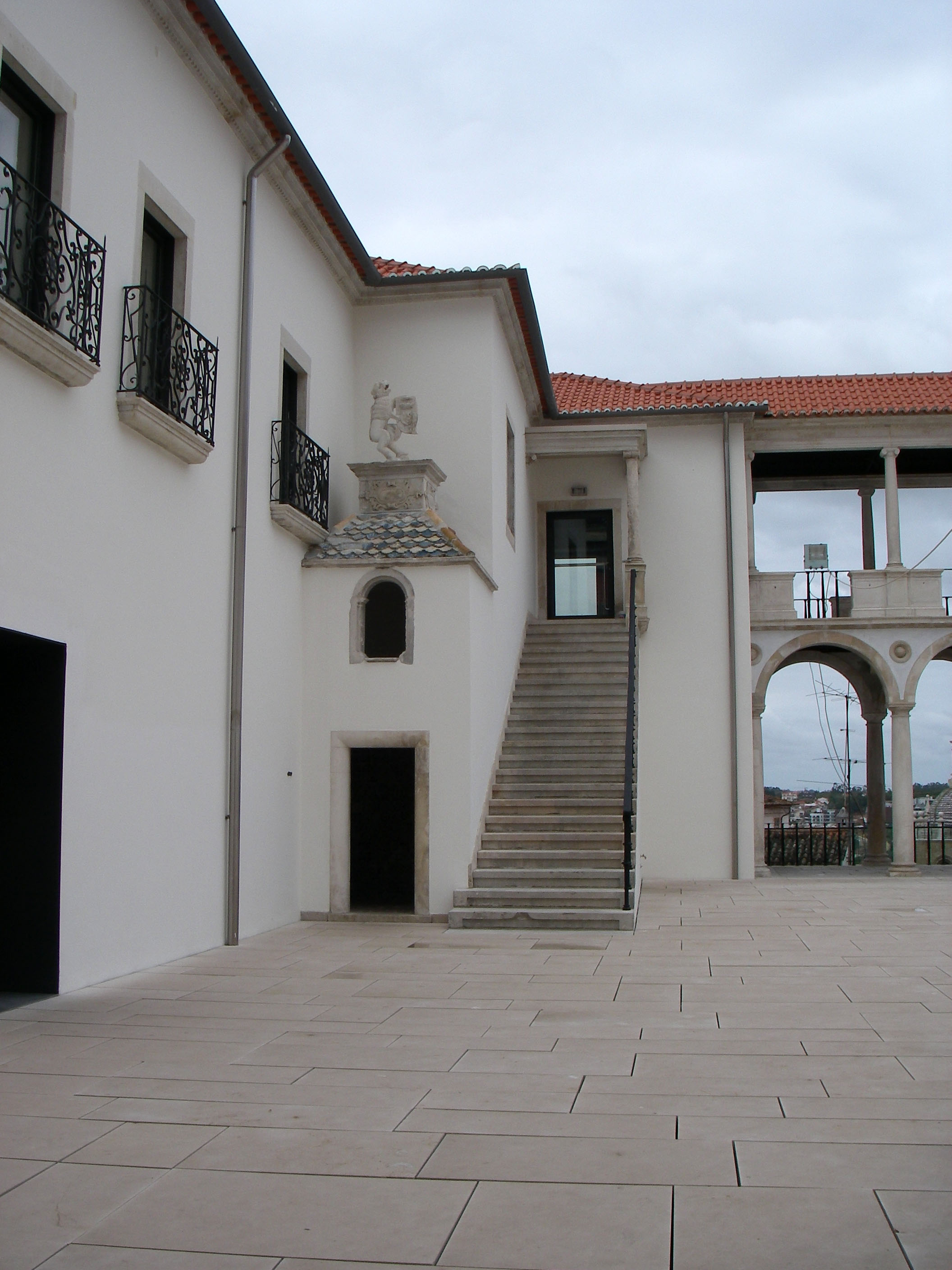
Ancien palais de l'évêque.
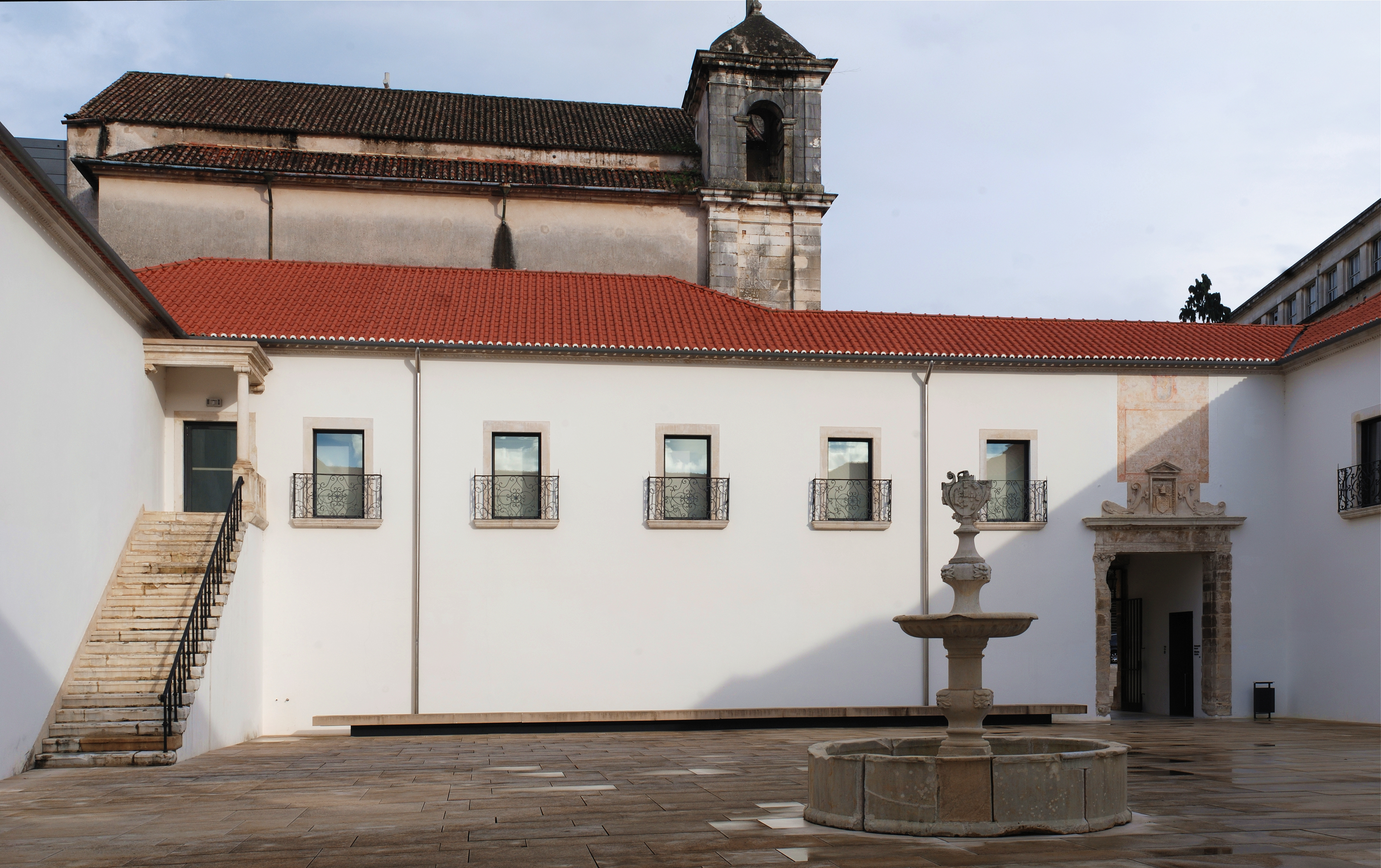
Ancien palais de l'évêque.
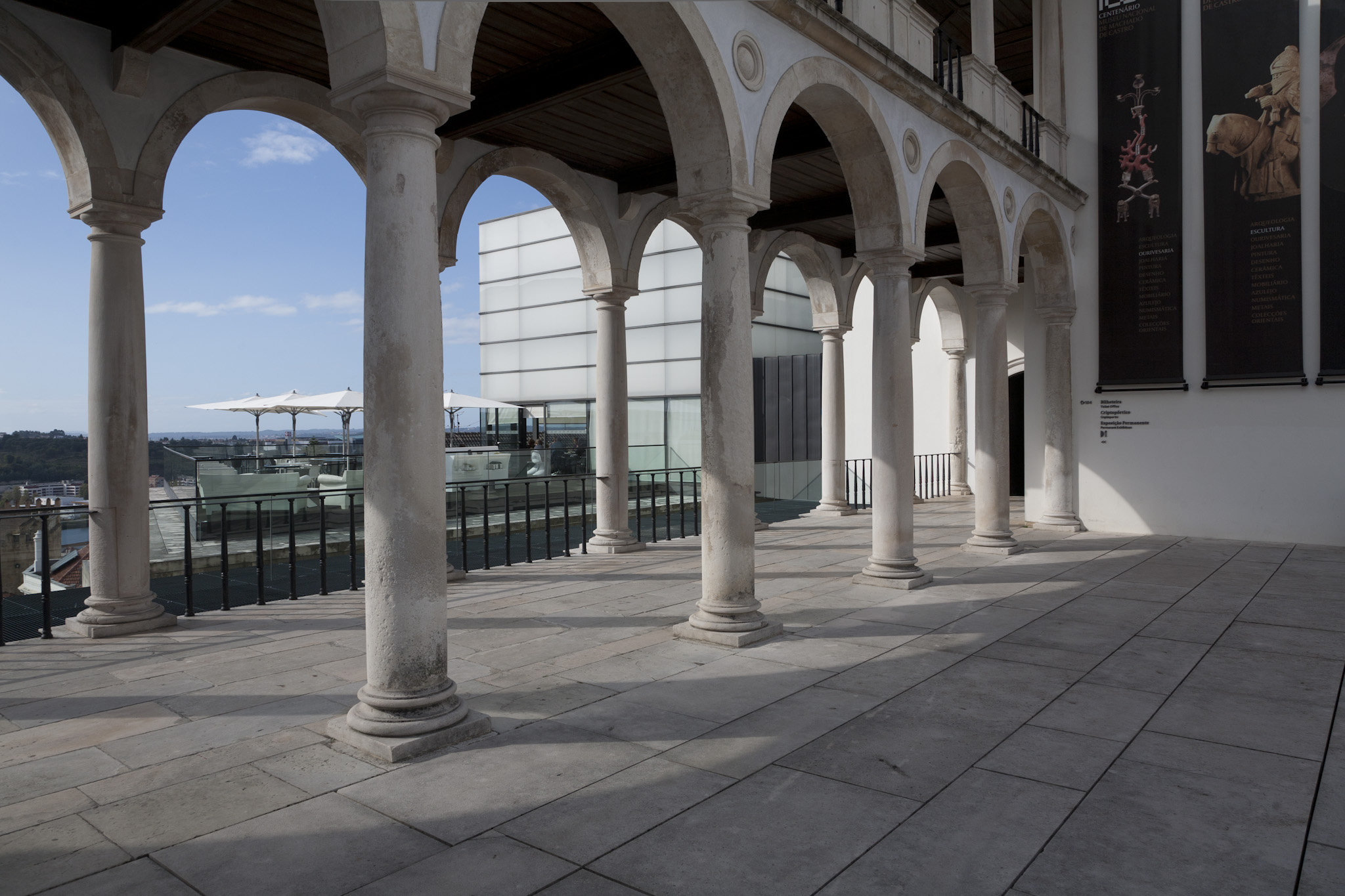
Accès au musée.
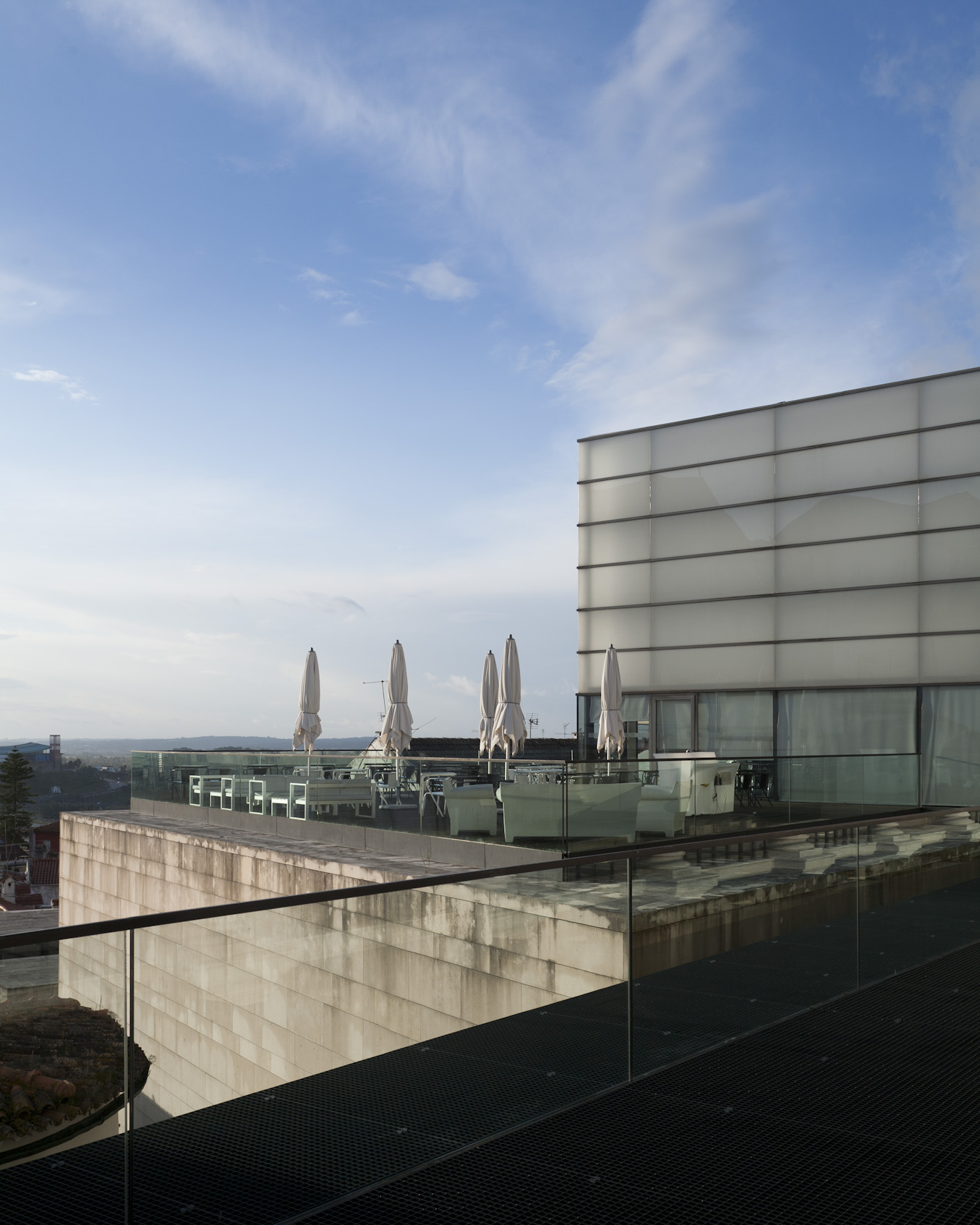
Nouveau restaurant.
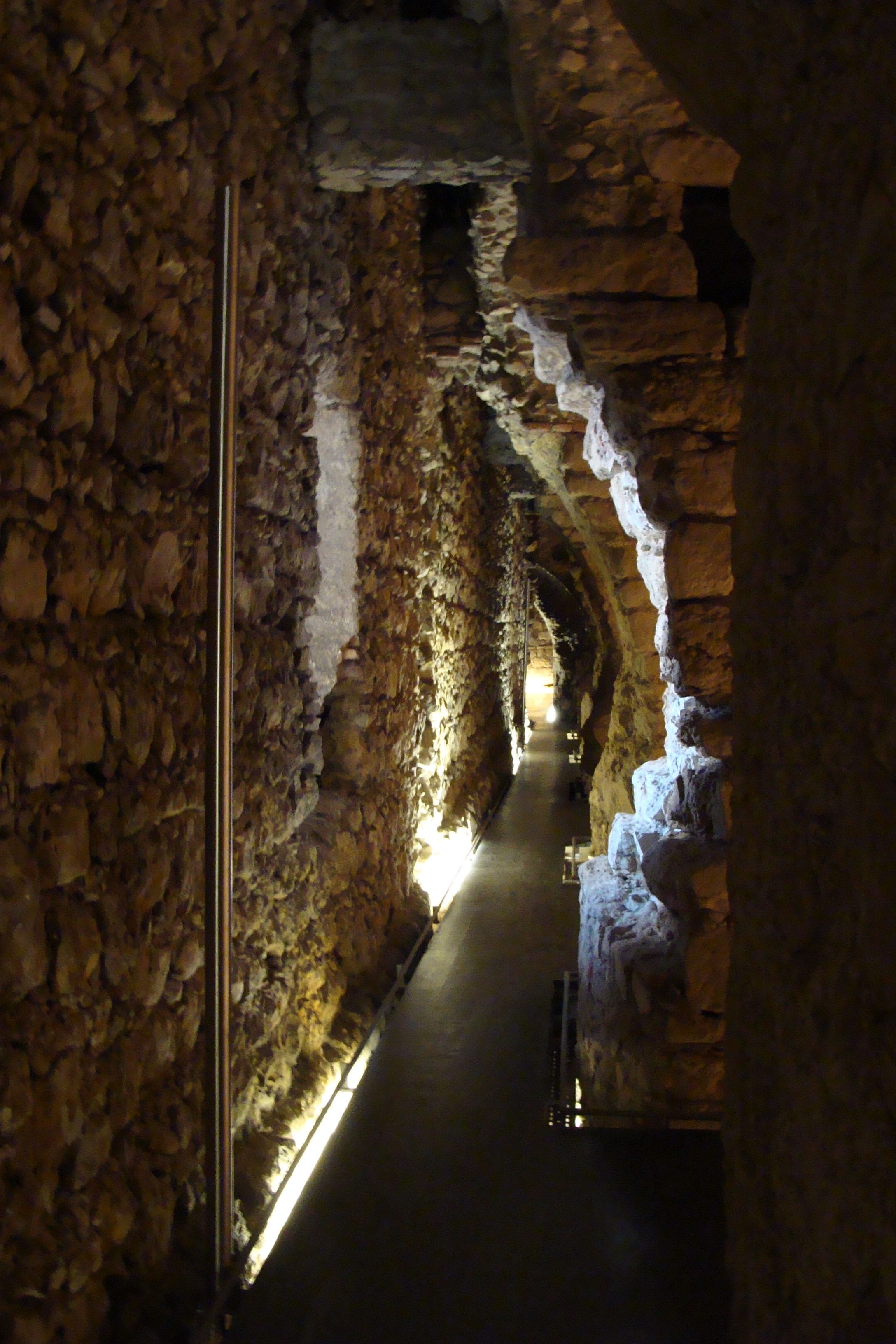
Cryptoporticus romain.
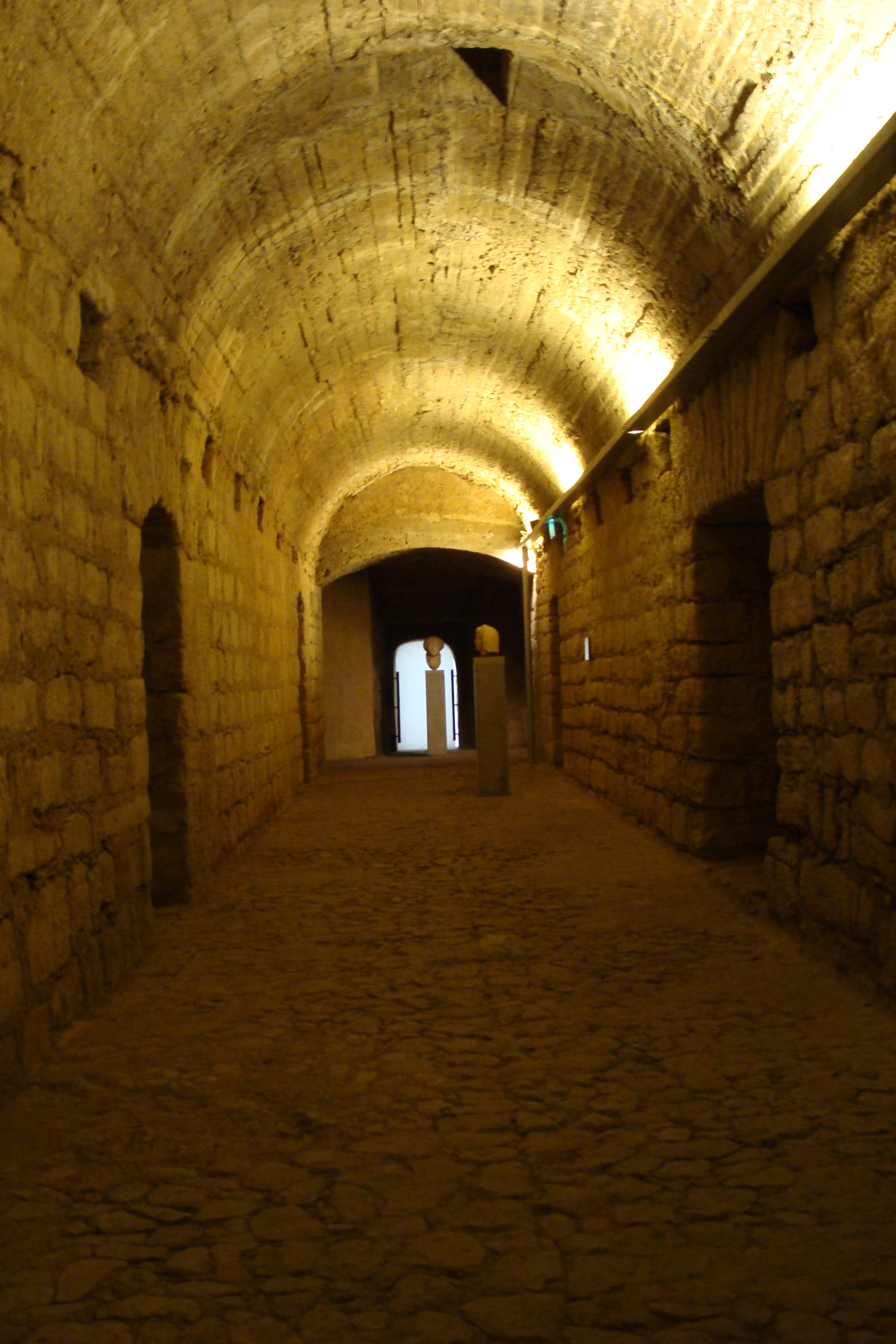
Cryptoporticus romain.
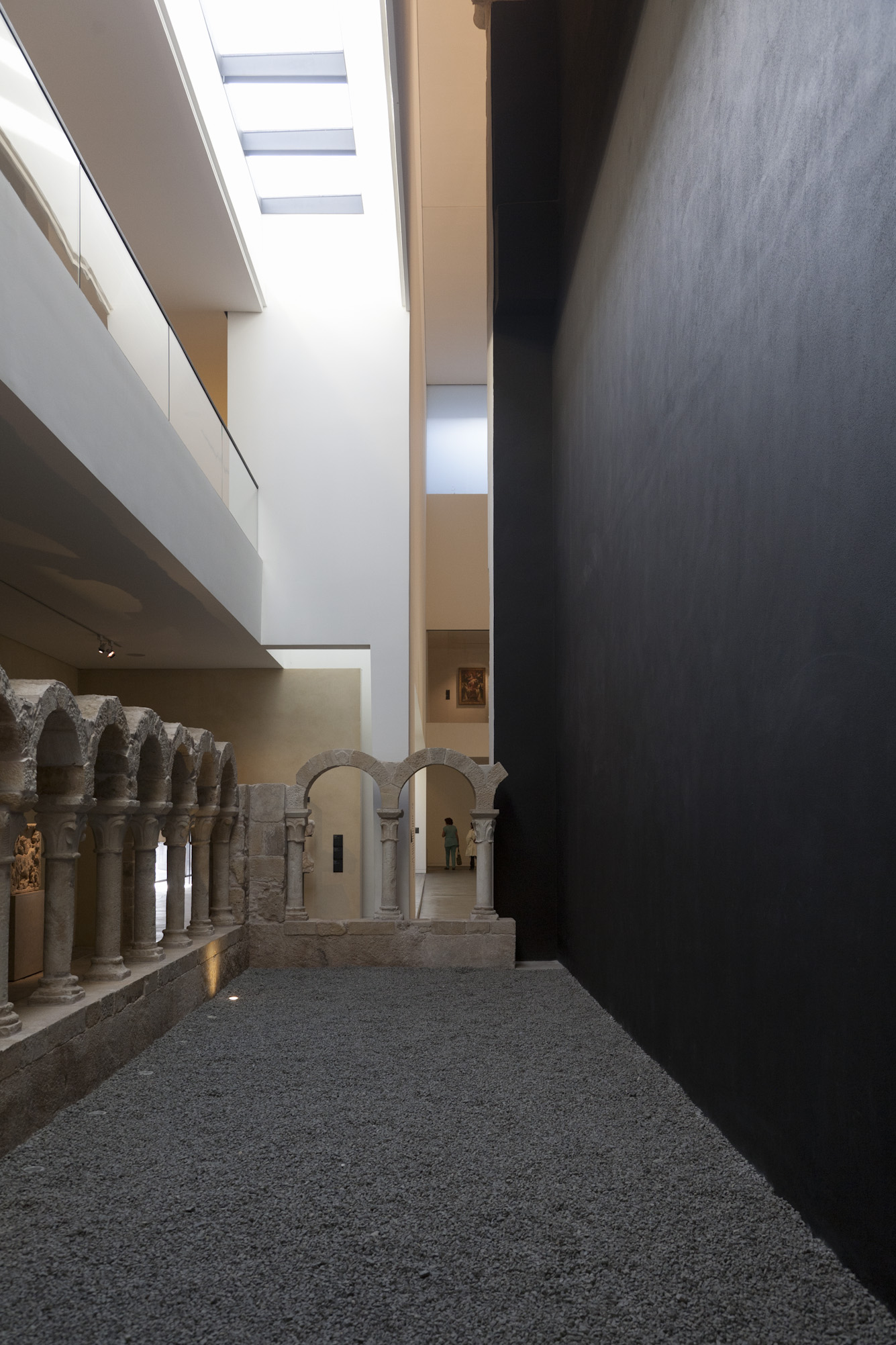
Intérieur du musée (nouveau bâtiment).
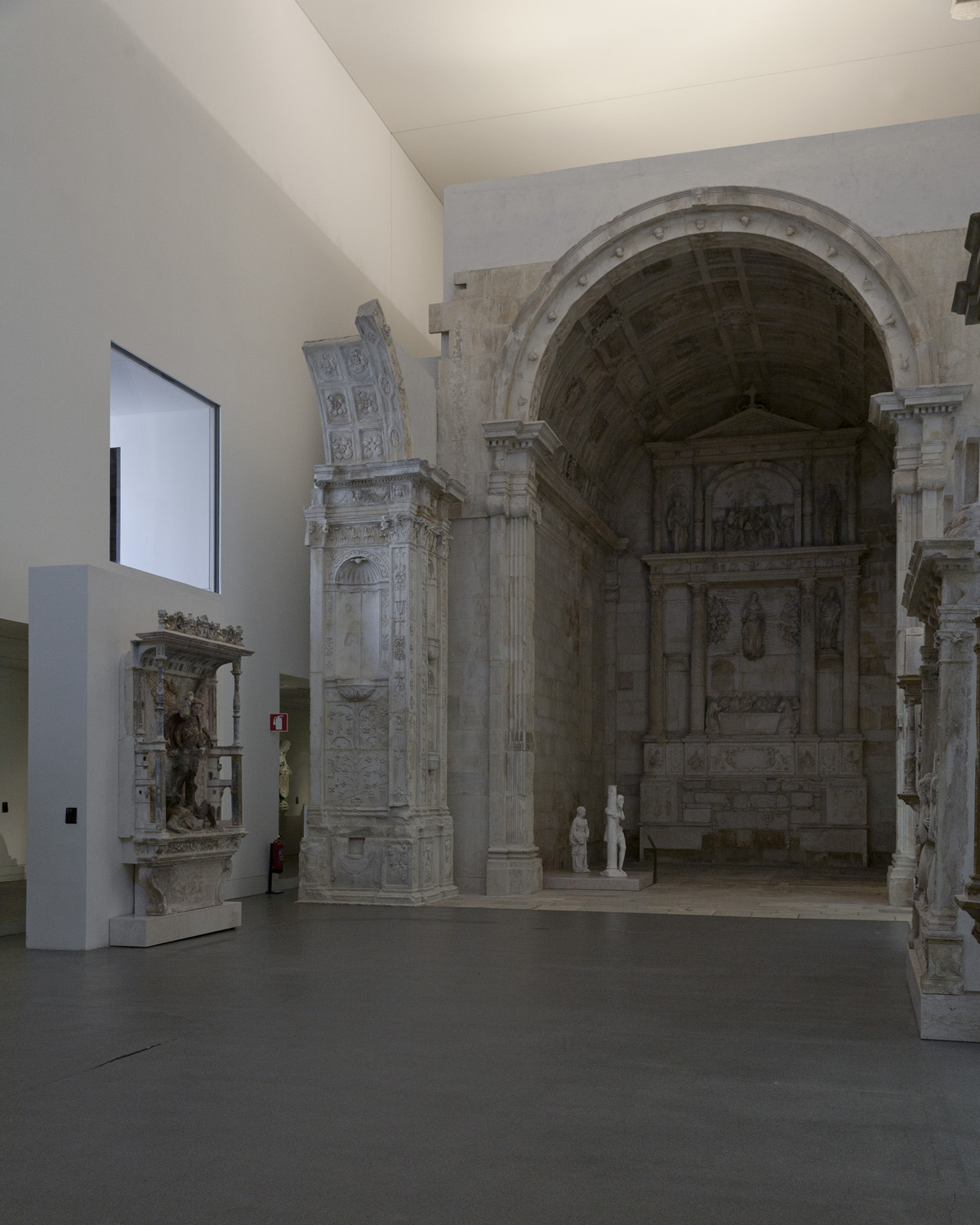
Intérieur du musée (nouveau bâtiment).
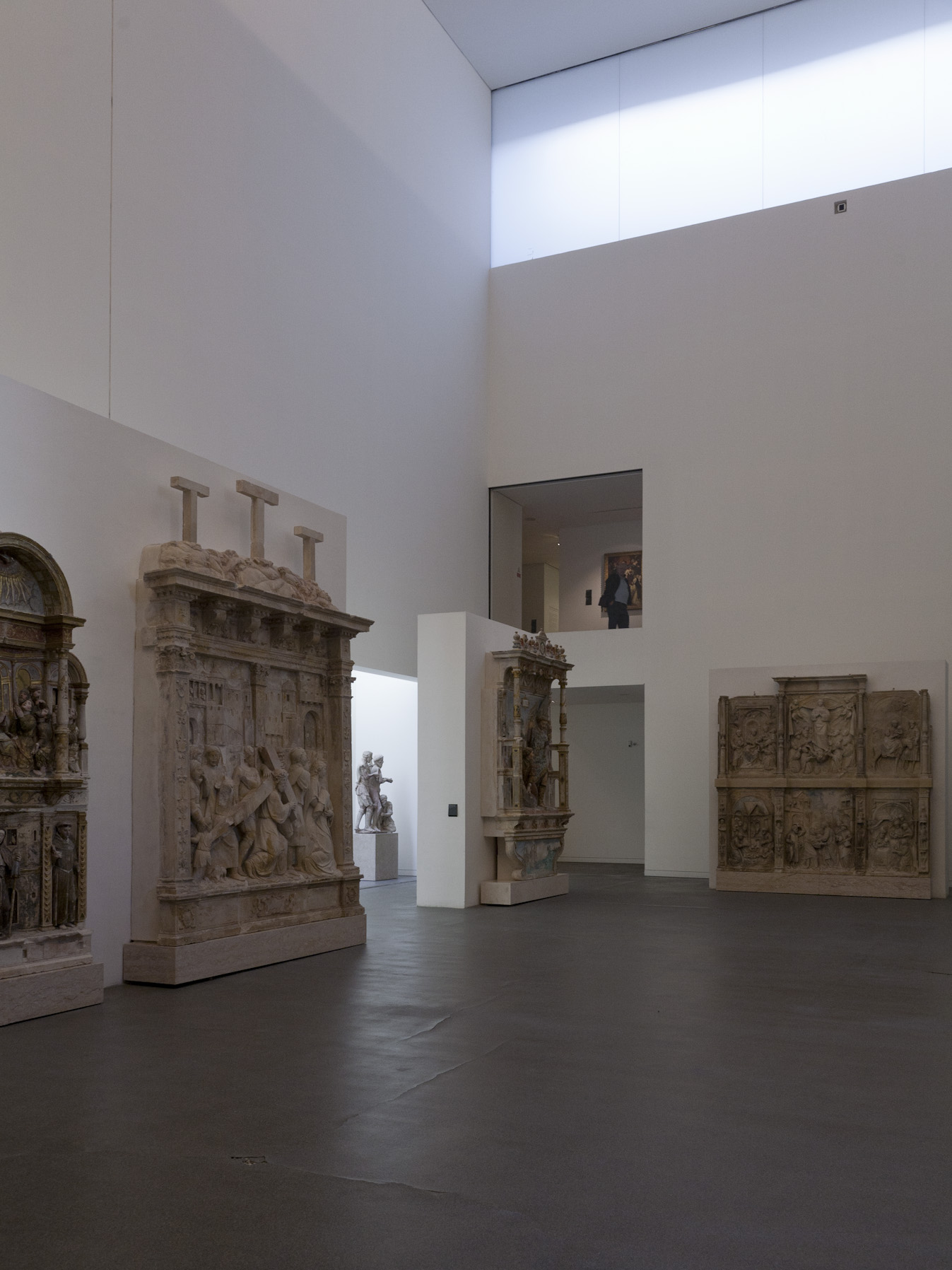
Intérieur du musée (nouveau bâtiment).

## Collections
La majeure partie de la collection du musée est constituée de pièces provenant des églises et des institutions religieuses des environs de Coimbra. La collection de sculptures (la plus vaste de tous les musées nationaux du Portugal), de peinture, de métaux précieux, de céramiques et de textiles sont particulièrement dignes d'intérêt.